# Palau Marimon
El Palau Marimon és un edifici situat a l'Avinguda del Portal de l'Àngel, 3-5 de Barcelona, catalogat com a bé cultural d'interès local.

## Història
El 1605, el donzell Galceran d'Agullana i de Dusai establí la finca en emfiteusi a Pere de Reguer, senyor de Vilagrassa. Aquest fou succeït per la seva neta Maria de Reguer, casada amb Juan Antonio Fernández de Velasco. La seva filla Maria Francesca Fernández de Velasco i Reguer va heretar el títol de comtessa de la Revilla i es va casar amb Josep de Marimon i Corbera (1662-1747), segon marquès de Cerdanyola. L'hereu Joan Antoni de Marimon i Fernández de Velasco es va casar amb Maria Josepa Boïl d'Arenós i de Figuerola, marquesa de Boïl i baronessa de Nàquera. El seu fill Josep Antoni de Marimon i Boïl d'Arenós es va casar amb Josepa Rabassa de Perellós i de Lanuza, comtessa de Plasència. El segon fill de matrimoni, Josep Maria de Marimon i Rabassa de Perellós, es va casar a Madrid amb María de los Dolores Querí y Peñafiel, i l'hereva fou Maria Dolors de Marimon i Querí, casada amb José María de Arróspide y Charcot.
A la part posterior hi havia un carreró anomenat d'en Claramunt, que anava des del carrer de la Canuda fins al de la Portaferrissa, i que fou suprimit a principis del segle xviii. Això va originar unes servituds amb la veïna Casa Gralla, la qual cosa va motivar el 1857 un conveni entre Josep Martí i Fàbregas, promotor de l'obertura del carrer del Duc de la Victòria (actualment del Duc), i la marquesa Maria Dolors de Marimon, de manera que la nova paret mitgera que el primer va fer construir sobre la ja existent quedés de propietat exclusiva dels marquesos. La marquesa va morir el 1865, i el 1867, un cop obtinguda l'autorització judicial i per a fer front a diversos deutes, el seu marit José María de Arróspide va vendre la propietat al metge barceloní Joan Sanllehy i Metges (1821-1900) i la seva dona Gertrudis Alrich i Elias per 89.800 escuts.
El 1880, Sanllehy va encarregar-ne la reforma i ampliació sobre la finca veïna del núm. 5 (que havia pertangut al farmacèutic Josep Maria Fina) a l'arquitecte Josep Oriol Mestres, que en va refer els balcons, dotant els del principal de frontons, i hi va afegir la balustrada del coronament. El saló fou decorat amb un sostre i sobreportes d'estil Lluís XV, obra del pintor Victorià Codina i Langlin (1844-1911), mentre que la biblioteca i el despatx estaven vestits amb l'austeritat de les peces espanyoles conventuals. També hi havia un oratori o capella personal, signe de prestigi en les residències aristocràtiques.
El seu fill Domènec Joan Sanllehy i Alrich (1847-1911) es casà amb Anna Girona i Vidal, filla del banquer Manuel Girona i Agrafel i futura marquesa de Caldes de Montbui, títol que heretà el seu fill gran, l'historiador Carles Sanllehy i Girona (1882-1973).

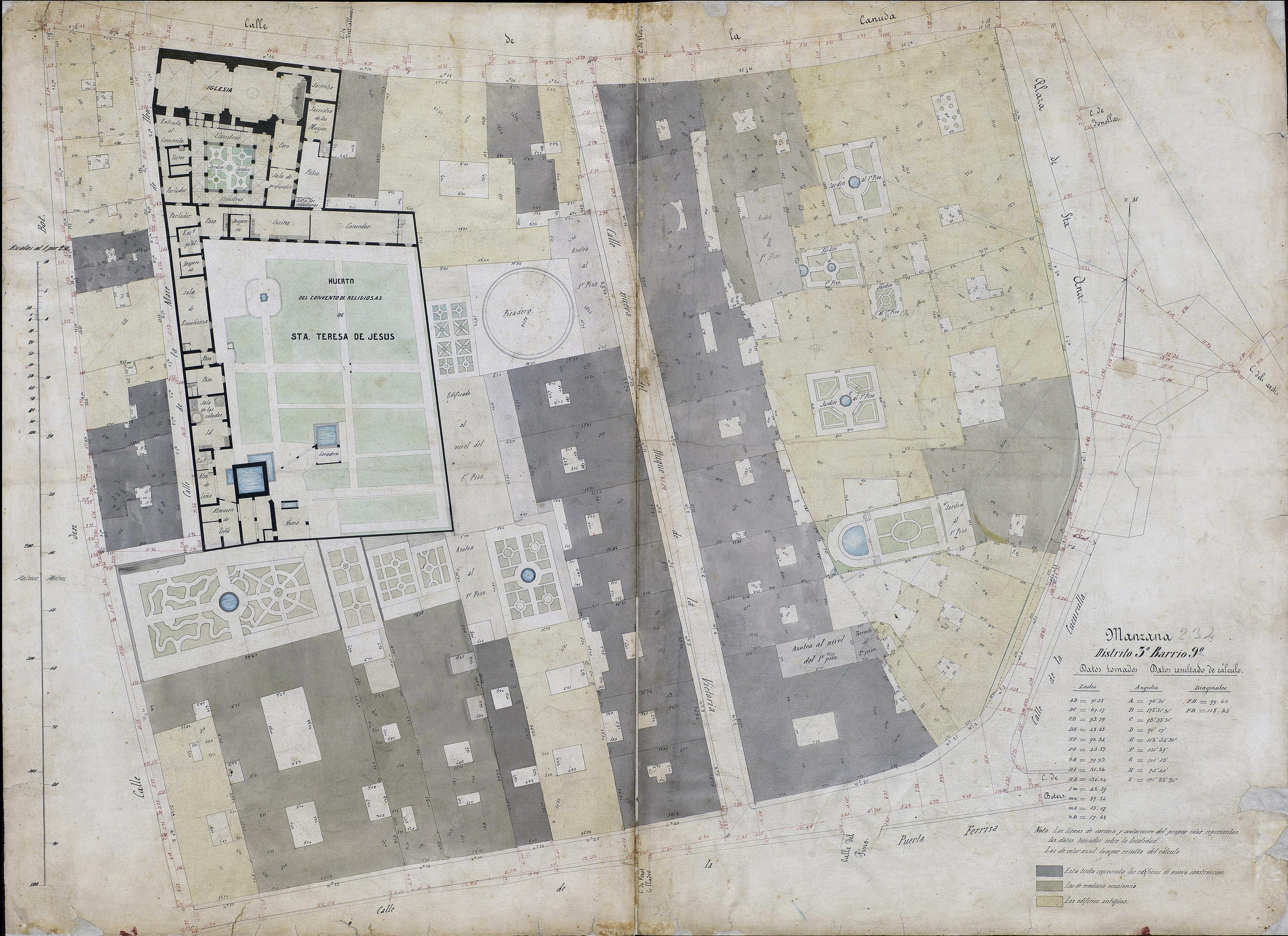
Quarteró núm. 64 de Garriga i Roca (c. 1860)

## Descripció
A través d'un portal d'arc escarser, les portes del qual conserven unes picaportes situades a l'alçada d'un genet a cavall, s'accedeix a un vestíbul de voltes rebaixades que duu al pati central, on es conserva una loggia toscana sobre grans arcs rebaixats.
La resta de la planta baixa compta amb quatre obertures rectangulars més, tot i que la de la dreta al final és doble, amb marc motllurat. A sobre hi ha un principal i dos pisos més, amb set obertures amb balcó per cadascuna. Els del principal tenen marcs motllurats i frontons rebaixats d'estil clàssic. El balcó del segon pis es recolza sobre petites mènsules en forma de voluta i els finestrals, tant d'aquesta com del tercer pis, compten amb marc motllurat. El coronament té una balustrada al terrat.